# Jean Potts
Pour les articles homonymes, voir Potts.
Jean Potts, née le 17 novembre 1910 à Saint Paul, au Nebraska, et morte le 10 novembre 1999 à New York, est une romancière américaine, auteur de roman policier.

## Biographie
Elle fait des études supérieures au campus de l'Université Wesleyenne à Lincoln au Nebraska, puis devient un temps enseignante, puis journaliste pour le St.Paul Phonograph. À l'occasion d'un court séjour à New York, où elle se rend avec sa jeune sœur pianiste à la Juilliard School, Jean Potts tombe amoureuse de la mégalopole et y déménage peu après pour se consacrer à l'écriture.
Elle donne en 1943 un premier roman, Someone to Remember, qui passe inaperçu et signe des nouvelles sentimentales pour le magazine féminin McCall's. Au début des années 1950, elle réoriente sa carrière vers le récit criminel. Sa première tentative, Go, Lovely Rose, un roman policier historique dont l'action se fonde sur le réel meurtre d'une femme de chambre en Angleterre en 1902, remporte l'Edgar 1955 du meilleur premier roman policier de l'association des Mystery Writers of America. En 1963, The Evil Wish est également nommé pour un autre Edgar.
Certains des quelque quinze romans de Jean Potts, et ses nouvelles parues dans le Ellery Queen's Mystery Magazine, jouent sur des contraintes narratives. Par exemple, Le petit chat est mort (Death of a Stray Cat, 1955) se déroule en l'espace d'un week-end, alors que La Vie dure (The Diehard, 1956) est un whodunit réinventé où l'intrigue repose moins sur l'identité du coupable après un meurtre, que sur le fait de deviner qui est l'assassin sur le point de passer aux actes.

## Œuvre

### Romans policiers
- Go, Lovely Rose (1954)
- Death of a Stray Cat (1955) Publié en français sous le titre Le petit chat est mort, Paris, Presses de la Cité, coll. « Un mystère » no 275, 1956
- The Diehard (1956) Publié en français sous le titre La Vie dure, Paris, Presses de la Cité, coll. « Un mystère » no 344, 1957
- The Man With the Cane (1957) Publié en français sous le titre L'Homme à la canne, Paris, Presses de la Cité, coll. « Un mystère » no 407, 1958
- Lightning Strikes Twice ou Blood Will Tell (1958)
- Home Is the Prisoner (1960) Publié en français sous le titre Un condamné règle ses comptes, Paris, Fayard, coll. « L'Aventure criminelle » no 122, 1962
- The Evil Wish (1962)
- The Only Good Secretary (1965)
- The Footsteps on the Stairs (1966)
- The Trash Stealer (1968)
- The Little Lie (1968)
- An Affair of the Heart (1970)
- The Troublemaker (1972)
- My Brother's Killer (1975)

### Autre roman
- Someone to Remember (1943)

### Nouvelles
- Restless Redhead (1948)
- The Box of Apples (1949)
- A Family Affair (1949)
- The Bracelet (1951)
- The Heart Must See (1952)
- The Withered Heart (1957) Publié en français sous le titre Cœur mort, Paris, Opta, Mystère magazine no 118, novembre 1957
- Murderer #2 (1961) Publié en français sous le titre Meurtre au second degré, Paris, Opta, Alfred Hitchcock magazine no 8, décembre 1961
- The Inner Voices (1966)
- The Lady Macbeth Case (1990)

## Sources
- Claude Mesplède, Dictionnaire des littératures policières, vol. 2 : J - Z, Nantes, Joseph K, coll. « Temps noir », 2007, 1086 p. (ISBN 978-2-910-68645-1, OCLC 315873361), p. 561-562.